# 無國界之怒
無國界之怒（阿拉伯語：غاضبون بلا حدود），亦稱無限之怒，是蘇丹的一個青年革命團體，源自於在2019年革命中對抗奧馬爾·巴希爾的關鍵組織蘇丹抵抗委員會。該團體由17至24歲的年輕活動家組成，他們對政治變革緩慢及軍方持續干政感到失望。該團體以在抗議活動中與安全部隊對抗、反對過渡軍事委員會及2021年10月政變而聞名，主張由文官領導過渡進程。
自蘇丹內戰於2023年4月15日爆發以來，該團體作為蘇丹人民抵抗組織的一部分，與蘇丹武裝部隊（SAF）一同拿起武器對抗快速支援部隊（RSF）。此舉引發爭議，有人批評此舉等同認可軍事統治。但成員辯稱這是保護平民免受RSF暴行的戰術性聯盟。
該團體亦參與人道救援工作，透過緊急應變室在衝突期間為社區提供食物、飲水和醫療物資，並維護基礎設施。